# Lijst van wapens uit de Tweede Wereldoorlog
Dit is een lijst van wapens uit de Tweede Wereldoorlog, gerangschikt per land.

## Nederlandse wapens
Handpistool:
- Browning FN 1922 (bijgenaamd 'Pistool M.25')

Geweren:
- Mannlicher M.95

Licht machinegeweer:
- Lewis M.20

Machinegeweren:
- Schwarzlose M.08
- Vickers M.18
- Spandau M.25

Handgranaten:
- Eihandgranaat No. 1
- Eihandgranaat No. 3

## Duitse wapens
Handpistolen:
- Mauser C96
- Luger P08
- Walther P38
- Walther PPK en PPK/S
- Mauser HSc

Geweren:
- Mauser Gewehr 98
- Mauser Karabiner 98k
- Gewehr 41
- Gewehr 43
- VK-98

machinepistolen
- MP28
- MP38/40
- MP41
- MP42
- MP 3008

Aanvalsgeweer:
- Sturmgewehr 44

Machinegeweren: 
- MG 08
- MG 34
- MG42
- FG42

Luchtafweer:
- 8,8cm-Flak

Explosieven:
- Panzerschreck
- Panzerfaust
- Panzerbüchse 38/39
- Stielhandgranate

Submachinegun
- Waffe 64

## Britse wapens
Revolvers:
- Webley Revolver
- Enfieldrevolver

Geweren:
- Lee-Enfield
- De Lisle carbine
- M1 Garand (geïmporteerd van de Amerikanen)

Pistoolmitrailleurs:
- Stengun
- M1 Thompson (geïmporteerd van de Amerikanen)

Licht machinegeweer:
- Bren LMG

## Amerikaanse wapens
Handpistool:
- Colt M1911A1

Geweren:
- Springfield M1903
- M1 Garand
- M1 Carbine
- Johnson Automatisch Geweer

Pistoolmitrailleurs:
- Reising M50
- Thompsonpistoolmitrailleur
- Grease Gun

Licht machinegeweer:
- Browning Automatic Rifle

Machinegeweren:
- Browning M1917
- Browning M1919
- Browning M2

Antitank:
- Bazooka

## Russische wapens
Handpistool:
- TT33 Tokarev

Geweren:
- Mosin-Nagant
- Tokarev SVT-40

Pistoolmitrailleurs:
- PPD-40
- PPSj-41
- PPS

Licht machinegeweer:
- DP

Antitankgeweer:
- PTRD-41
- PTRS-41

Handgranaat:
- RGD-33